# Echinochaetus renatae
Echinochaetus renatae là một loài chân đều trong họ Platyarthridae. Loài này được Ferrara & Schmalfuss miêu tả khoa học năm 1983.